# Leucania dasycnema
Leucania dasycnema là một loài bướm đêm trong họ Noctuidae.